# ホンダ・RA163E

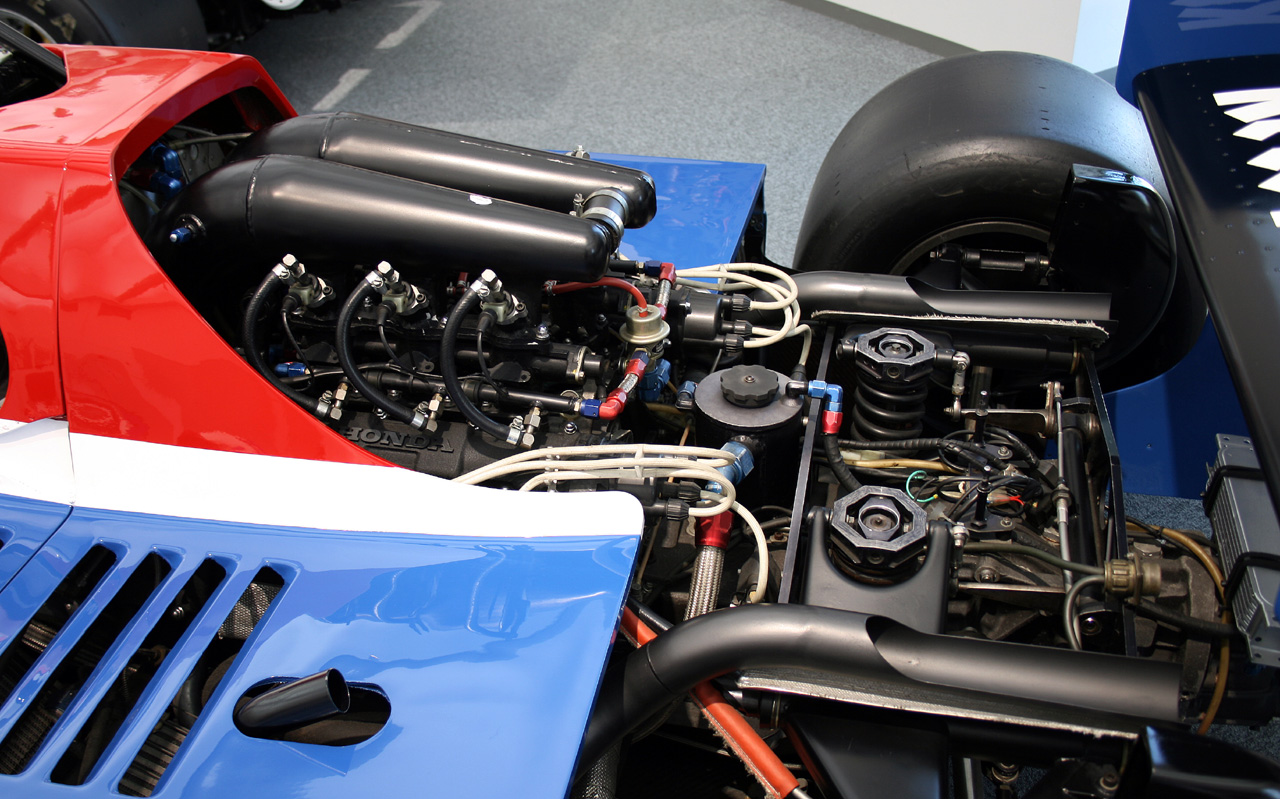
RA163E（ホンダコレクションホール所蔵）

ホンダ・RA163Eは、本田技研工業（ホンダF1）が開発したフォーミュラ1用エンジンである。本項では後継のRA164Eについても触れる。

## 概要

### RA163E
1983年にフォーミュラ1に供給するために開発された。フォーミュラ2用に開発されたRA260Eを元に、ストロークを52.3mmから39.2mmに縮小することで排気量をレギュレーションの1,500cc以下とし、ターボ過給した。ターボチャージャーは、当初は当時フェラーリやマクラーレン・TAGポルシェも使用していたドイツのKKK社（Kühnle Kopp und Kausch）製を使用していたが、KKKから「（ホンダの）市販車用ターボにKKK製を導入しないのであれば、F1用のタービン単体では売れない」と言われ、以後使用を断念。IHI製に変更された。ピストンは自社製のものを使用していた（一時はマーレ製ピストンの採用も検討したが、マーレに供給を断られた）。
スペックは極端なビッグボア・ショートストローク型エンジンで、燃焼室の形状もかなり平たくなっていたため燃料が完全に燃えきらないことが多く、そのことが燃費や出力にも悪影響を及ぼしていた。当時RA163Eのエンジンテストを担当していた浅木泰昭（後に第4期のエンジン開発責任者）は、あまりにアンバランスなエンジンに対し「いびつすぎで壊れるのは当たり前、もっとボアサイズを小さくすべき」と上司に噛みついたが、その意見は聞き入れられなかったという。
開発テスト及びスピリット・レーシングで実戦ドライバーを務めたステファン・ヨハンソンはRA163Eエンジンについて、「前年からF2でNAのホンダに乗っていたけど、F1仕様のRA163Eの1機目は信じがたいパワーだった。他のV8コスワースエンジンのマシンに対してあまりに不公平なんじゃないかと思えるような利点だった。エンジン音も美しく、これも信じられないような素晴らしい音だった。パワーバンドは狭くて8500から9000回転になって初めて本当に動くんだけど、そのパワーはアメイジングだった。」「1982年の冬からあれだけテストを繰り返して、エンジンにはほとんど何の問題も起きなかったのに、実際にレースに出始めたら一日でエンジンを2基も失ったり、驚くべき状況も起きた。壊れないよう対策をしたエンジンは最初のような強力な感じは少し無くなっていた。」と述べている。
RA163Eでのグランプリ参戦はスピリットへの供給のみで、1983年最終戦に登場したウィリアムズ・FW09にはRA164Eが搭載された。

### RA164E
1984年のウィリアムズ・FW09には後継のRA164Eが実戦投入され、1985年シーズンのFW10の第4戦まで搭載された。ピストンをRA163Eより3割ほど重くするという改良を行いエンジン本体の耐久性が増したが、一方で排気ガス温度が千数百度にも達するようになり、IHIから「温度が高すぎで、これに耐えられるようなタービンは製造できない」と言われてしまった。そのため、ホンダF1総監督の桜井淑敏は1985シーズン途中にその欠点を改良した完全新設計エンジンであるRA165Eを投入する決断を下し、RA164Eエンジンは同シーズン半ばで実戦での使用を終了した。桜井によると、搭載されていた初期のホンダターボエンジン（RA163EおよびRA164E）共通の課題として、まだ未成熟でエンジン内が高温になりすぎるためピストンが想定より早く溶けてしまう弱点があった。ハイパワーは達成できていたが、ターボラグも大きくアクセルへのレスポンスが悪いなど、「ドッカンターボ」と呼ばれたその出力特性などドライバビリティにまだ開発の余地が残されていると感じていたという。

## スペック
- エンジン形式：水冷V型6気筒DOHC24バルブ
- バンク角：80度
- 総排気量：1,496cc
- ボア×ストローク：90.0mm × 39.2mm
- 圧縮比：6.6
- 最大出力：600PS以上/11,000rpm

## 搭載マシン

### RA163E
- スピリット
  - スピリット・201 / 201C

### RA164E
- ウィリアムズ
  - ウィリアムズ・FW09 / 09B
  - ウィリアムズ・FW10